# Głos (tygodnik)
Głos – tygodnik społeczno-polityczny o profilu katolicko-narodowym, wydawany przez Antoniego Macierewicza.
Wydawany był spółkę Dziedzictwo Polskie. Redaktorem naczelnym był Antoni Macierewicz, sekretarzem redakcji Marcin Gugulski.
Pismo to było kontynuacją miesięcznika „Głos” – jednego z pierwszych pism podziemnych opozycji demokratycznej w PRL, którego pierwszy numer ukazał się w październiku 1977, a ostatni w grudniu 1981.
Na łamach tygodnika rysunki zamieszczał Julian Żebrowski.